# Medaglia di Francesco Sforza
La medaglia di Francesco Sforza fu realizzata in bronzo dall'artista italiano Pisanello verso il 1441-1442 e misura 8,8 cm di diametro. 

## Storia
Dopo aver coniato la celebre medaglia di Giovanni VIII Paleologo (1438), ristabilendo la tradizione di effigiare personaggi viventi come nelle monete dell'Impero Romano, Pisanello divenne molto richiesto dalle corti italiane, creando una ventina di medaglie. 
Tra le prime ci fu proprio quella di Francesco Sforza, che viene in genere datata al 1442, quando l'artista era forzatamente trattenuto a Venezia per dissidi con la sua città natale di Verona. 

## Descrizione
L'opera, dai chiari intenti celebrativi, è virtuosamente esente da una retorica troppo artificiosa, riuscendo a sottolineare l'autorità del personaggio con un misurato ricorso ad elementi decorativi.
Sul recto è effigiato di profilo lo Sforza in forma di busto girato a sinistra, con una grande berretta. Vi si legge l'iscrizione FRANCISVS SFORTIA VICECOMES MARCHIO ET COMES AC CREMONE ("Francesco Sforza-Visconti, marchese e conte di Cremona"). In quel periodo infatti lo Sforza aveva appena sposato Bianca Maria Visconti, aveva ottenuto il titolo di conte di Cremona e si proponeva come diretto erede della dinastia viscontea per regnare anche a Milano, riuscendo nella sua impresa dal 1450. 
Sul verso è rappresentata una testa di cavallo volta a sinistra, con tre libri chiusi e uno stilo davanti. Intorno si legge la firma OPVS PISANI PICTORIS ("opera del pittore Pisanello").